# سلطان مندش
سلطان مندش (بالإنجليزية: Sultan Mendash)‏؛ مواليد 17 أكتوبر 1994 في جدة، السعودية، هو لاعب كرة قدم سعودي يلعب لنادي الفيحاء .

## مسيرة اللاعب
كانت بداياته مع الاتحاد وأعاره نادي الاتحاد إلى نادي نجران لمدة سنة في عام 2015 وانتقل إلى نادي الفيصلي السعودي عام 2017 و في عام 2019 انتقل سلطان مندش إلى النادي الأهلي قادم من نادي الفيصلي بعقد يمتد لخمسة مواسم وأعير إلى نادي التعاون مطلع عام 2020 و انتقل إلى نادي الفيحاء في عام 2021.

## روابط خارجية
- سلطان مندش على موقع Soccerway.com (الإنجليزية)